# لوران پایونیر
لوران پایونیر (انگلیسی: Laurent Pionnier؛ زادهٔ ۲۴ مهٔ ۱۹۸۲) بازیکن فوتبال اهل فرانسه است.
از باشگاه‌هایی که در آن بازی کرده‌است می‌توان به باشگاه ورزشی مون‌پلیه اشاره کرد.